# Chinesische Universität Hongkong
Die Chinese University of Hong Kong (CUHK), allgemein bekannt als CUHK, ist eine öffentliche, kollegiale Forschungsuniversität in Hongkong. Sie wurde 1963 durch die Fusion des Chung Chi College, des New Asia College und des United College gegründet und ist die erste Forschungsuniversität in Hongkong sowie die einzige Universität, die ein Collegesystem verwendet.
Die Geschichte der Universität lässt sich auf mehrere christliche Universitäten zurückführen, die während der mittleren Qing-Dynastie in Festlandchina gegründet wurden. Zu diesen Vorgängern gehören die Hangchow-Universität (gegründet 1845), die St. John’s University in Shanghai (gegründet 1879), die Lingnan-Universität in Guangzhou (gegründet 1888) und die Yenching-Universität (gegründet 1919), neben dreizehn weiteren kirchlichen Universitäten, was die CUHK zur Hochschule mit der längsten historischen Linie in Hongkong macht. Zu den Alumni dieser Vorgängereinrichtungen gehörten mehrere chinesische Staatsoberhäupter und Premierminister, wie der Präsident der Republik China der Beiyang-Regierung Wellington Koo, der amtierende Präsident und Premierminister der Republik China der Beiyang-Regierung Yan Huiqing, der Präsident der Republik China Yen Chia-kan, der Premierminister der Republik China T.V. Soong, der Premierminister und Verteidigungsminister der Republik China sowie Vorsitzende der Provinzregierung von Taiwan Yu Hung-chun und der Vizepräsident der Volksrepublik China Rong Yiren.
Stand Oktober 2018 haben die Alumni, Professoren und Forscher der Chinese University of Hong Kong (CUHK) insgesamt 10 Nobelpreise (darunter 4 Fakultätsmitglieder am CUHK Shenzhen), 1 Fields-Medaille und 2 Turing-Preise (mit einem Empfänger, der am CUHK Shenzhen lehrt) gewonnen. Darüber hinaus haben sie weitere renommierte Auszeichnungen wie den Wolf-Preis in Mathematik, den Prix Renaudot und den Kluge-Preis für das Lebenswerk in den Geistes- und Sozialwissenschaften erhalten, wodurch die CUHK zu den führenden Universitäten Asiens zählt, nur übertroffen von der Universität Tokio und der Universität Kyoto in Japan. Unter den Wissenschaftlern mit Nobelpreiskaliber, die aus dem Bildungssystem Hongkongs hervorgegangen sind, sind zwei Drittel mit der CUHK als Alumni oder Fakultätsmitglieder verbunden. CUHK-Studenten haben mehr Rhodes-Stipendien erhalten als Studenten aller anderen Universitäten in der Großregion China. Darüber hinaus ist die CUHK eine der Universitäten, die die höchste Anzahl von Spitzenabsolventen der Hong Kong Diploma of Secondary Education Examination (HKDSE) aufnimmt. Das Global Physician-Leadership Stream (GPS)-Programm der CUHK hat den höchsten mittleren Eintrittsscore unter den Bachelor-Programmen in Hongkong, wobei über die Hälfte (60 %) der besten 1 % der Schulabsolventen sich für ein Studium an der CUHK entscheiden. Die Chinese University of Hong Kong wird auch von der britischen Regierung als eine der weltweit führenden Universitäten im Rahmen des High Potential Individual (HPI)-Visumsystems anerkannt.
Der seit 1966 angebotene Master of Business Administration stellt das älteste MBA-Programm Asiens dar.

## Geografie und Verkehr
Die Campus-Universität CUHK zählt mittlerweile neun verschiedene Colleges mit insgesamt 152 Gebäuden. Das 137,3 Hektar große Campusgelände liegt in den New Territories im Verwaltungsdistrikt Shatin in der Ortschaft Ma Liu Shui der Satellitenstadt Shatin und überblickt den Tolo Harbour. Die CUHK ist über verschiedene ÖPNV gut erreichbar. So zum Beispiel über die Haltestelle University der East Rail Line der Hongkonger U-Bahn MTR, über Buslinien verschiedener Busbetriebe wie beispielsweise der KMB, LWB oder über verschiedene rote und grüne Minibusse.

## Organisation

### Fakultät für Betriebswirtschaftslehre
Die Fakultät für Betriebswirtschaftslehre – CUHK Business School – ist durch AACSB International akkreditiert und vereint zwei Fakultäten mit vier Fachbereichen: die School of Accountancy, die School of Hotel and Tourism Management, und die Fachbereiche Decision Sciences and Managerial Economics, Finance, Management und Marketing. Mit Stand Januar 2012 werden sieben grundständige Studienprogramme, sechs MBA Programme, vier Executive MBA Programme, fünf Masterprogramme, als auch MPhil-PHD Programme und Executive Education angeboten. Die Forschungsbemühungen der Fakultätsmitglieder beziehen sich vor allem auf aktuelle Entwicklungen in den Schwellenmärkten und werden u. a. durch das Center of Institutions and Governance, das Institute of Economics and Finance und Li & Fung Institute of Supply Chain Management and Logistics durchgeführt. Die Vision der Fakultät ist es, globale Führungskräfte für das Asiatische Jahrhundert auszubilden.

#### MBA-Programme
MBA-Programme werden von allen Fachbereichen der Fakultät für Betriebswirtschaftslehre sowie der School of Accountancy angeboten. Mit China Business, Entrepreneurship, Finance und Marketing stehen den Studenten derzeit vier Spezialisierungen zur Auswahl. Eine Doppelspezialisierung ist ebenfalls möglich. Im Global MBA Ranking 2012 der Financial Times wurden die MBA-Programme auf Position 28 geführt.
Neben der Möglichkeit eines Austausches (International Exchange Program) mit einer der zahlreichen Partneruniversitäten offeriert CUHK Doppelabschluss-Programme (Dual Degree) mit der Universität von Texas, HEC Paris, Erasmus-Universität Rotterdam und dem MIT (Master of Science in Management Studies Scheme). Mit Ausnahme einiger weniger Kurse, z. B. Chinesische Kultur, werden Kurse grundsätzlich in englischer Sprache gehalten.
Neben dem Zugang zu einem Alumni-Netzwerk mit mehr als 17.000 Mitgliedern unterstützt CUMBA seine Studenten mittels des Career Advancement & Management Programms (CAMP) und eines Elite Mentorship Programms. Jährlich organisieren die MBA Studenten eine Konferenz zum Thema Corporate Social Responsibility.

##### Vollzeit
Für einen erfolgreichen Abschluss sind 54 Kurspunkte (units) erforderlich, wobei ein Kurs mit drei gewichtet wird. Das akademische Jahr beginnt im September und besteht aus Trimestern sowie einem Summerterm von Juli bis August. Die normative Studiendauer beträgt 16 Monate, kann aber bei entsprechendem Auslassen des Austausches oder eines Sommerpraktikums auf 12 Monate reduziert werden.

##### Teilzeit
Studenten können zwischen einem Abend- und Wochenendmodus wählen. Zur Graduierung werden 48 Kurspunkte über einen Zeitraum von 24 Monaten benötigt.

#### EMBA-Programm

##### Executive MBA
Das Programm erstreckt sich über zwei Jahre und ist in Quartale gegliedert. 40–50 Studenten werden pro Jahr zugelassen. Für die Graduierung sind 48 Kurspunkte erforderlich. Im Financial Times 2011 EMBA Global Ranking wurde das EMBA-Programm an Position 14 gelistet.

##### One MBA
Das „One MBA“-Programm stellt das Ergebnis eines Zusammenschlusses von fünf Business Schools aus vier Kontinenten dar: Chinesische Universität Hongkong, EAESP, EGADE, RSM, UNC. Das Studium dauert 21 Monate, beginnt jeweils im September und wird komplett in English gehalten. Neben vier sogenannten Global Residencies, bei denen alle Teilnehmer des Programms für einwöchige Blockseminare je einmal in den US, in Europa, in Lateinamerika und Asien zusammenkommen, bilden die lokalen Unterrichtseinheiten der Heimatschule den Hauptbestandteil des Programms. Lokale Kurse bestehen einerseits aus global koordinierten Unterrichtsinhalten, andererseits aus regionalen Inhalten. Im Jahr 2010 wurde das Programm im Ranking der Financial Times an Position Nummer 22 geführt.

### Weitere Fakultäten
- Fakultät für Rechtswissenschaft
- Fakultät für Ingenieurwissenschaft
- Fakultät für Naturwissenschaft
- Fakultät für Medizin
- Fakultät für Sozialwissenschaft
- Fakultät für Pädagogik

## Ausgezeichnete Forscher (Auswahl)
(chronologisch aufsteigend)

- 1957, Chen Ning Yang – Nobelpreis für Physik
- 1982, Shing-Tung Yau – Fields-Medaille
- 1996, James Mirrlees – Nobelpreis für Wirtschaftswissenschaften
- 1999, Robert Mundell – Nobelpreis für Wirtschaftswissenschaften
- 2000, Andrew Yao – Turing Award
- 2006, Ying-shih Yu – Kluge-Preis
- 2009, Charles Kuen Kao – Nobelpreis für Physik

## Alumni (Auswahl)
(alphabetisch aufsteigend)

- Chan Wing-wah (Komposition)
- Hui Cheung-wai (Komposition)
- Ada Lai (Musik)
- Peter Löscher (ehem. CEO von Siemens)
- Clarence Mak (Musik)
- John Tong Hon (Philosophie)
- Shing-Tung Yau (Mathematik) (Fields-Medaille)
- Ying-shih Yu (Geschichte) (Kluge-Preis)